# Future Time
Future Time – drugi album studyjny grupy Made in Poland, wydany 20 lat po pierwszej płycie długogrającej zespołu. Z wyjątkiem utworu „W moim pokoju”, album zawiera całkowicie premierowy materiał, przygotowywany od reaktywacji zespołu w roku 2006.

## Lista utworów
1. „Future Time” – 4:53
2. „Love and Mist” – 3:59
3. „No idź” – 2:54
4. „Pada śnieg” – 4:46
5. „Mija czas” – 4:25
6. „Ball In the Wood” – 4:47
7. „W moim pokoju” – 5:20
8. „Blow” – 6:49
9. „Anałonce ciebie wołam” – 8:10
10. „Space Inside” – 3:00

## Twórcy
Made in Poland
- Artur Hajdasz – wokal, perkusja
- Piotr Pawłowski – gitara basowa, klawisze
- Sławomir Leniart – gitara

gościnnie
- Maciej Maleńczuk – gitara akustyczna dwunastostrunowa (9)
- Kamil Wyziński – gitara (7)
- Olek Bobrov – syntezator (2, 6)
- Marek Wroński – skrzypce (4)